# NGC 5222-2
NGC 5222-2 (другие обозначения — UGC 8558, MCG 2-35-5, ZWG 73.39, KCPG 383B, ARP 288, VV 315, PGC 93122) — галактика в созвездии Дева.
Этот объект не входит в число перечисленных в оригинальной редакции «Нового общего каталога» и был добавлен позднее.